# 청해초등학교
청해초등학교는 대한민국 전라남도 완도군에 있는 공립 초등학교이다.

## 학교 연혁
- 1941년 7월 9일: 완도동국민학교 부설 죽청간이학교 설립 인가
- 1941년 8월 1일: 죽청간이학교 개교
- 1943년 4월 1일: 죽청공립국민학교 개편
- 1947년 6월 17일: 청해국민학교 개편
- 1954년 10월 15일: 장좌리 600번지로 신축 이전
- 1996년 3월 1일: 청해초등학교 개편
- 2010년 3월 1일: 전라남도교육청지정 농산어촌전원학교 운영(2년)
- 2021년 9월 1일: 제29대 김길용 교장 취임
- 2022년 1월 13일: 제76회 졸업식 15명 졸업(누계: 3,764명)
- 2024년 1월 12일: 제77회 졸업식 10명 졸업(누계 3,774명)
- 2024년 3월 1일: 제30대 김광일 교장 취임
- 2025년 1월 7일: 제78회 졸업식 9명 졸업(누계: 3,783명)

## 참고 자료
- 청해초등학교 - 한국교육학술정보원 학교알리미